# Mattersburg

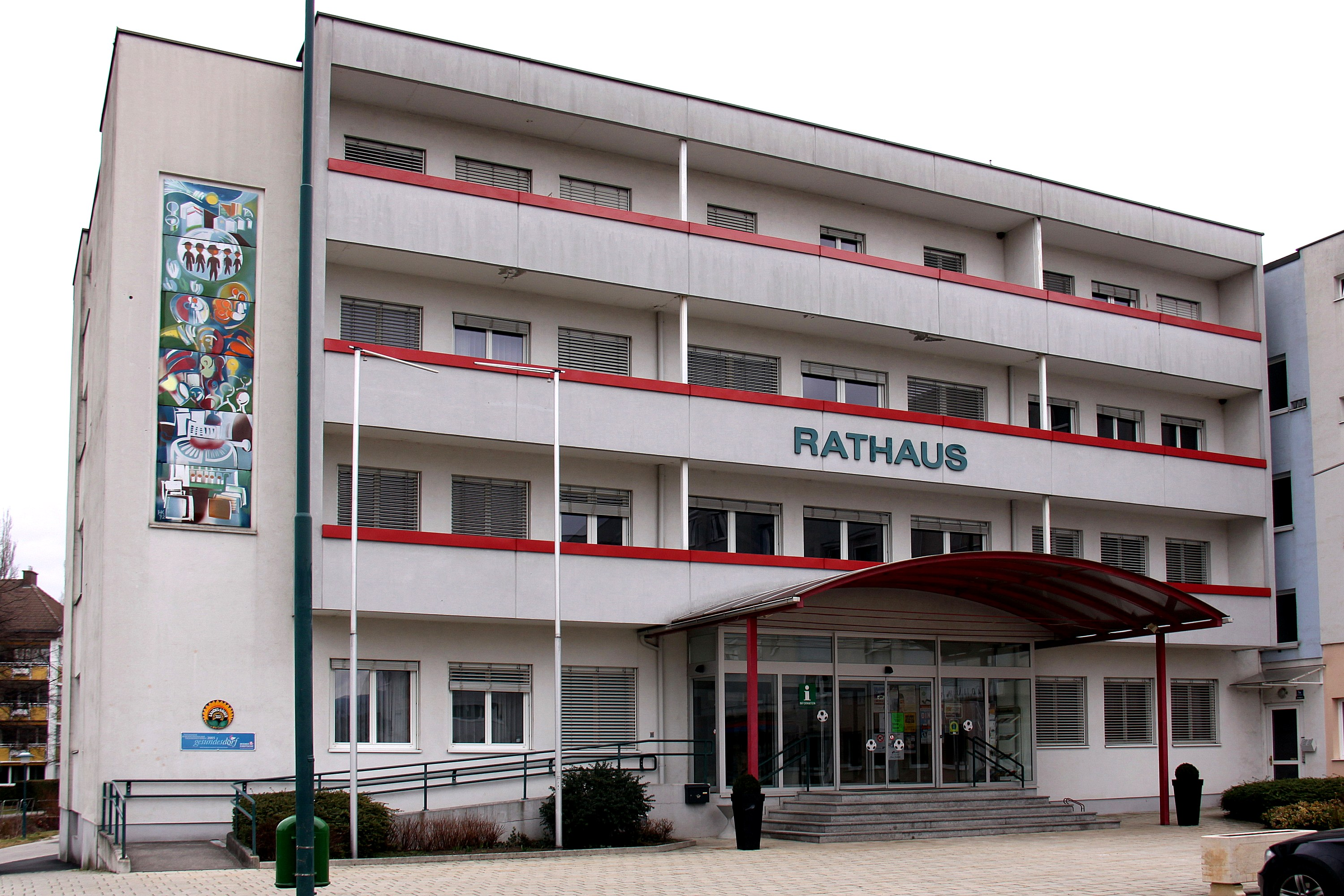
Radnice v Mattersburgu

Mattersburg je okresní město okresu Mattersburg v rakouské spolkové zemi Burgenland (Hradsko). Žije zde přibližně 7 500 obyvatel.

## Členění obce
Město má dvě části, v závorce jsou počty obyvatelstva k 1. lednu 2023
- Mattersburg (6716)
- Walbersdorf (798)

## Historie
První písemná zmíňka o Mattersburgu byla v roce 1202, kde bylo sídlo označováno jako Villa Martini. Původně stojící hrad, byl rodovým sídlem pánů z Mattersdorfu-Forchtensteinu. Ten byl před rokem 1294 zbořen a na jeho původním místě byl vybudován hrad Forchtenstein. 
Od roku 1898 se na popud tehdejší vlády v Budapešti město muselo nazývat maďarským jménem Nagymarton.
Po skončení 1. světové války byla v Mattersburgu dne 22. prosince 1918 vyhlášena krátkodobá Heinzenlandská republika. 
Poté město patřilo Maďarsku a po jednáních v St. Germain a Trianonu bylo v roce 1919 přiděleno k Rakousku. 
Po referendu v roce 1921 vznikla nová rakouská spolková republika Burgenland a město se stalo její součástí. 
Do 14. června 1924 se původně obec jmenovala Mattersdorf.  Dne 2. července 1926 byl status obce povýšen na město a došlo k přejmenování na Mattersburg.

### Židovství
Podle tehdejší vesnice Mattersdorf vznikla počátkem 60. let 20. století v severozápadní části Jeruzaléma v Izraeli městská čtvrť pojmenovaná Kirjat Matersdorf (Kirjat Mattersdorf). Vesnice byla jednou z takzvaných Siebengemeinden, sedmi židovských náboženských obcí v dnešním Rakousku, poblíž města Eisenstadt, zaniklých během holokaustu, ve kterých působili židovští učenci.

## Kultura a památky
- Železniční viadukt - Mohutný železniční viadukt, který je zároveň dominantou města. Je vysoký 20 metrů a překlenuje údolí Wulka v délce 150 metrů. Výstavba probíhala od srpna 1846 do března 1847.
- Farní kostel Mattersburg - ze 14. století
- Židovský hřbitov Mattersburg
- Televizní vysílač Mattersburg - 89 metrů vysoká vysílací věž ORF pro rádiové a televizní vysílání

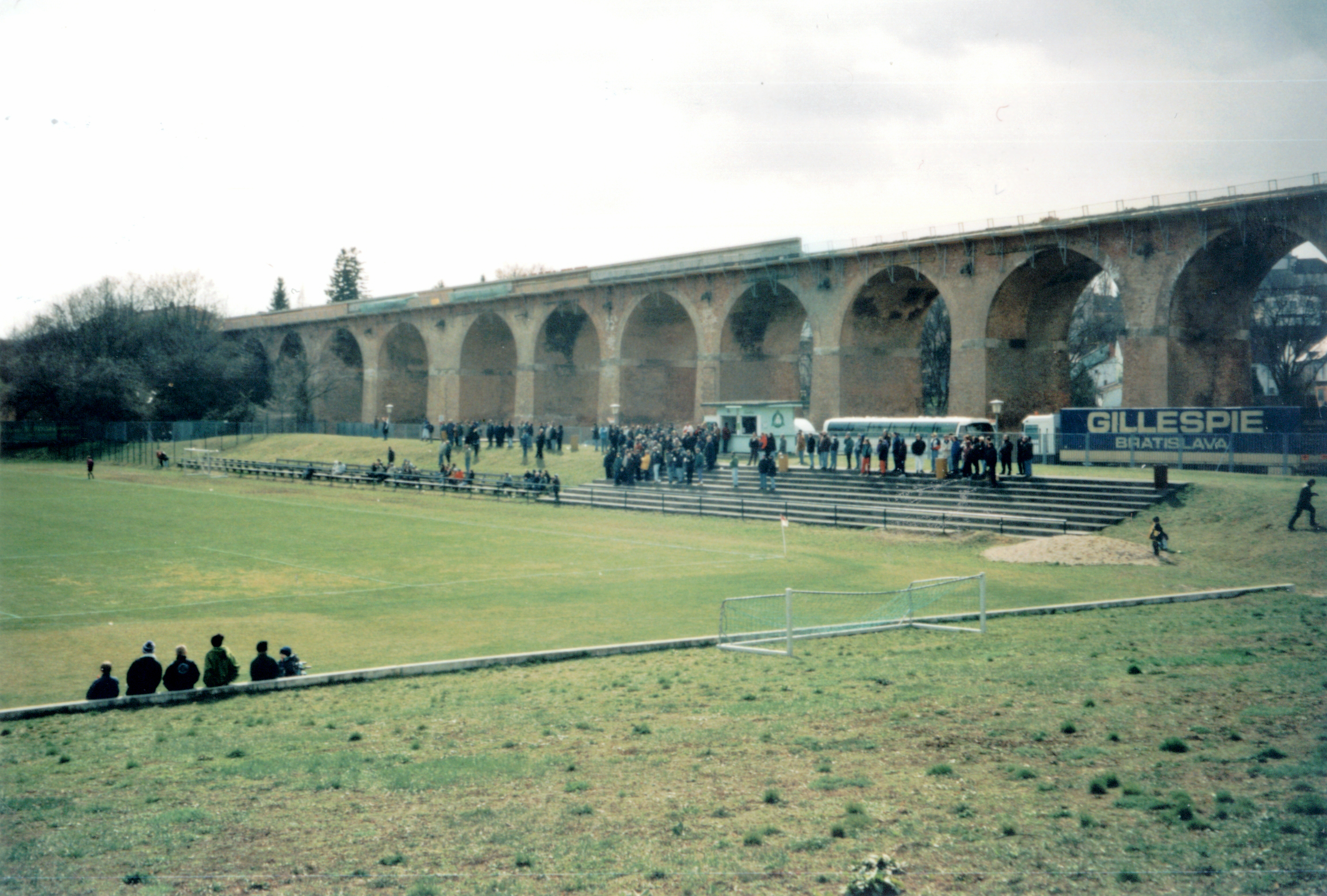
Pappelstadion v Mattersburgu (1998)

- Kulturní centrum Mattersburg

## Sport
- Pappelstadion - fotbalový stadion
- SV Mattersburg - fotbalový klub

## Osobnosti
- Áron Chorin (1766–1844) - maďarský reformní rabín, studoval ve čtrnácti letech na Mattersburské ješivě

### Rodáci
- Pál Kitaibel (1757–1817) - maďarský botanik a chemik
- Theodor Alconiere (1798–1865) - rakousko-uherský malíř
- Johann Nepomuk Berger von der Pleisse (1768–1864) – rakouský generál
- Heinrich Pollak (1834–1908) – rakouský novinář a spisovatel